# Erdei szélfű
Az erdei szélfű (Mercurialis perennis) a kutyatejfélék családjába tartozó, Európában és Nyugat-Ázsiában honos, lombos erdőkben élő, mérgező növényfaj. 

## Megjelenése
Az erdei szélfű 25-40 cm magas, lágyszárú, évelő növény. Gyöktörzse hosszan kúszó. Szára egyenesen felálló, nem ágazik el, alsó része általában levéltelen. Levelei átellenesen állnak, hosszúkás-tojásdadok, keskenyedő vállúak, hosszú nyelűek, szélük finoman fogazott. 
Március-májusban virágzik. Apró (2-3 mm-es), sárgászöld virágai kétlakiak (a porzós és termős virágok külön növényen találhatók), levélhónaljiak és ülők. A virágok felálló fürtvirágzatot alkotnak, a porzós virágzat kis barkára emlékeztet. A szirmok száma 3, a porzóké 8-15, a bibe két termőlevélből forr össze.   
Termése 7 mm-es, kétrekeszes, szőrökkel fedett toktermés. 

### Hasonló fajok
Az egynyári szélfű, esetleg a nem virágzó kicsiny gombvirág hasonlít hozzá. 

## Elterjedése és élőhelye
Európában és Nyugat-Ázsiában honos. Magyarországon gyakori. 
Gyertyán- és bükkelegyes üde erdőkben, törmelékerdőkben, szurdok- és sziklaerdőkben fordul elő, néha tömegesen. 

## Toxicitása
Mérgező, minden része metilamint (mercurialint), trimetilamint és 1-2%-nyi szaponint, hermidin színanyagot (ebből oxidációval cianohermidin képződik), illóolajakat tartalmaz. Szaga átható, fejfájást okozhat.
A legelő állatok elfogyaszthatják, ilyenkor a mérgezés tünetei bágyadtság, étvágytalanság, hasmenés, hőemelkedés, a vörösvértestek szétesése miatt a plazmában hemoglobinémia, véres vizelet, sárgaság, vese- és májkárosodás. Esetenként csalánkiütés, magas láz, erős lesoványodás léphet fel, súlyos esetben nem kizárt az elhullás (inkább lovaknál).        

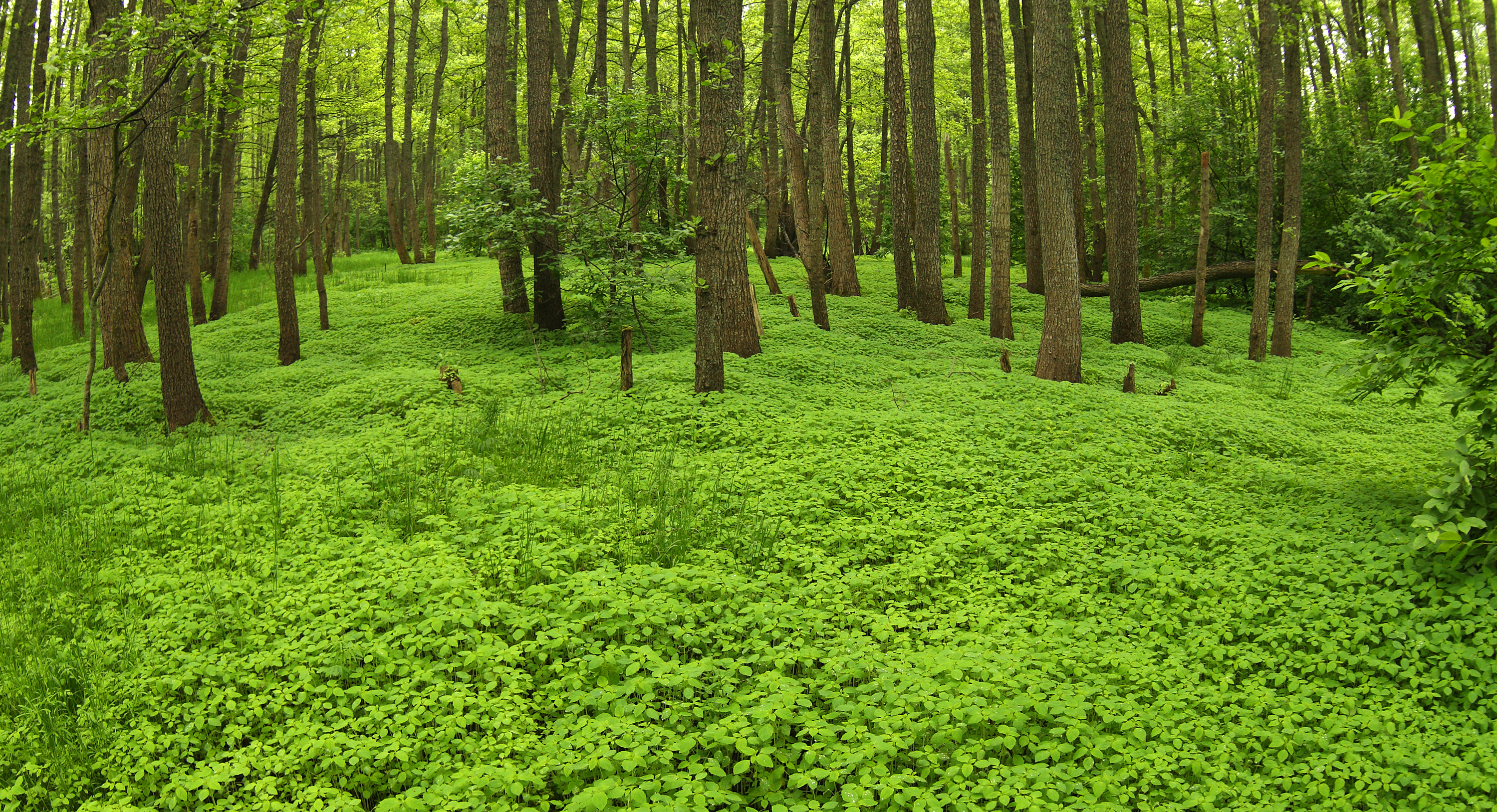
Tömegesen előfordulhat
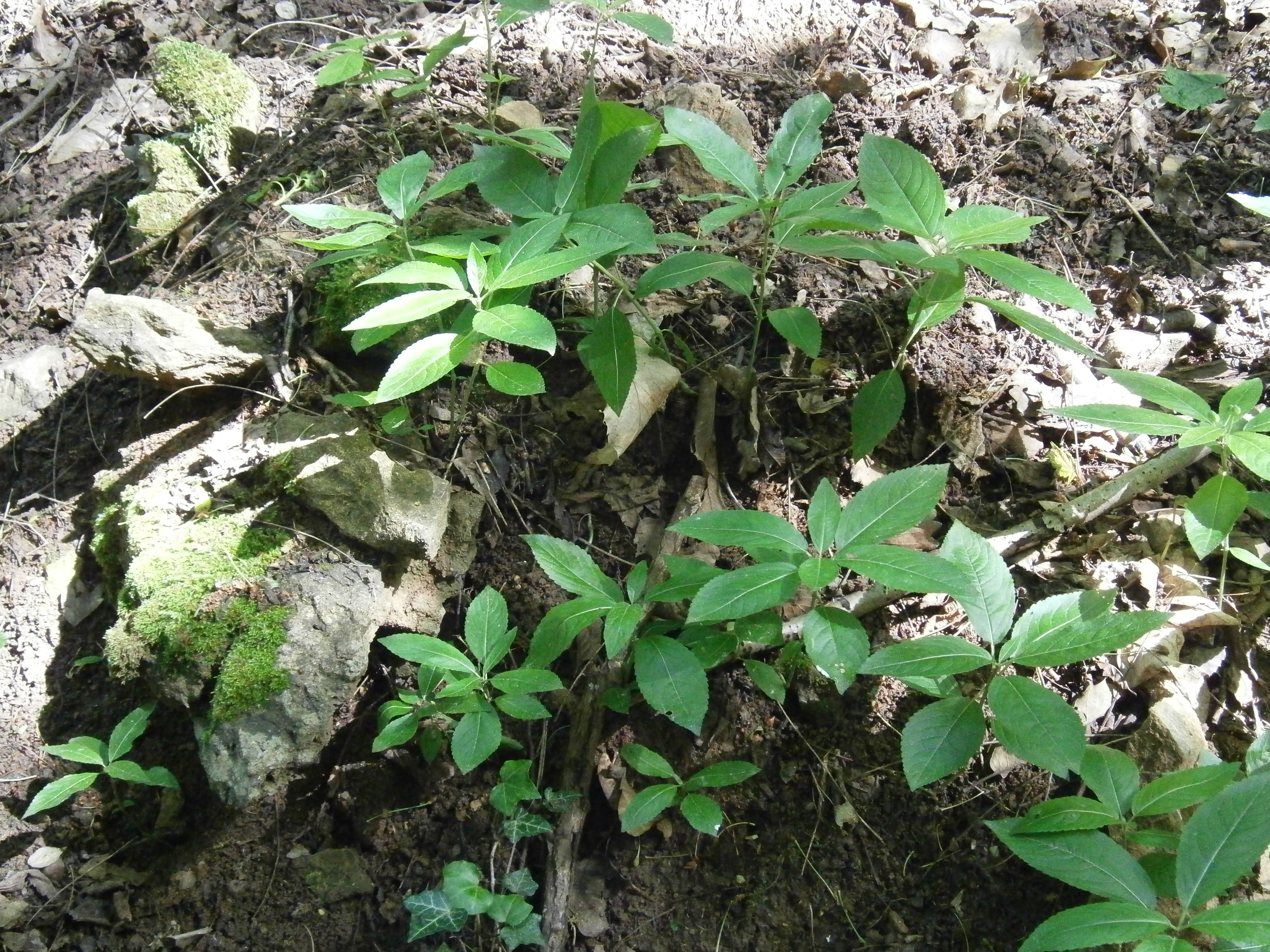
Habitusa
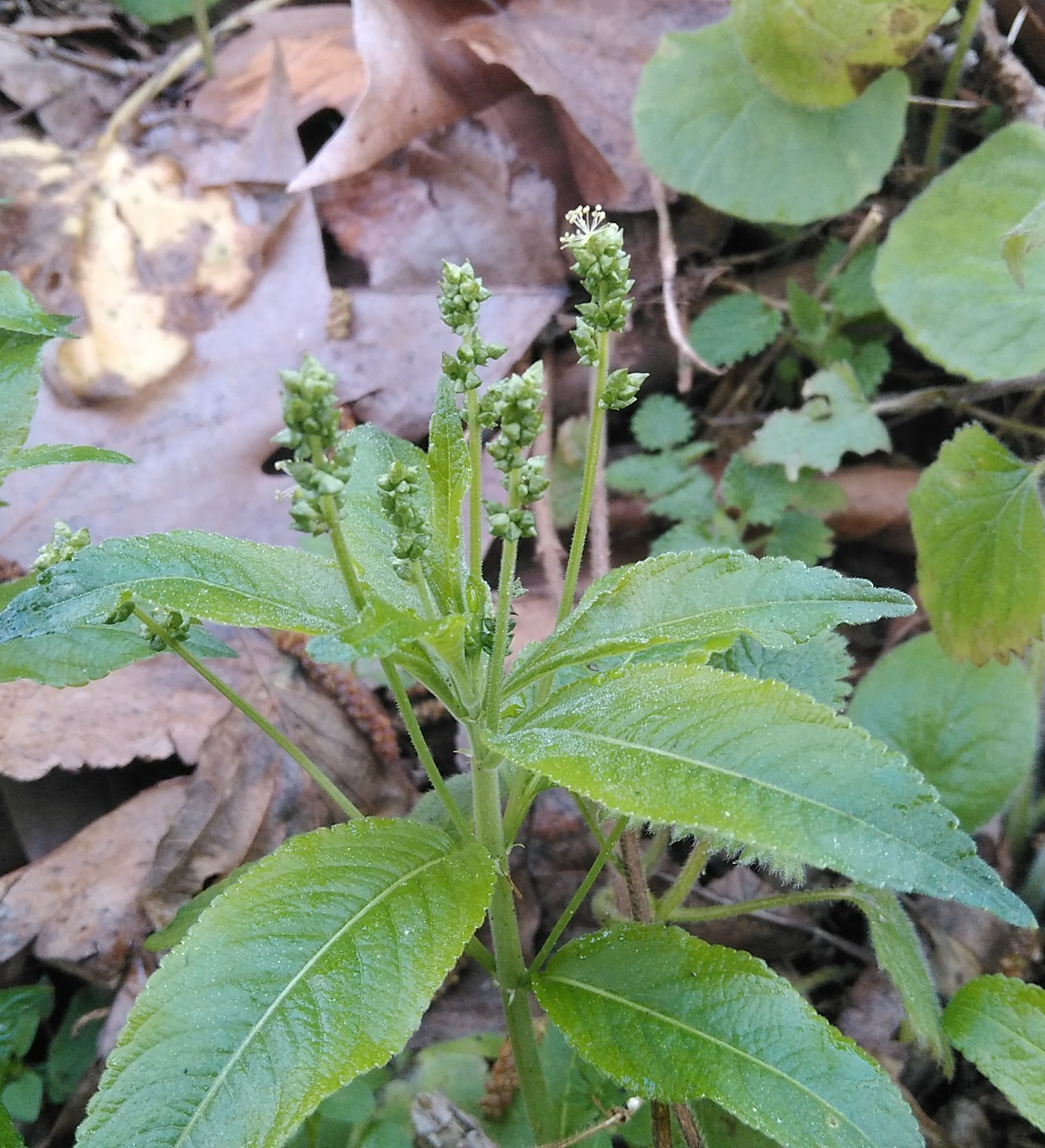
Porzós virágzata
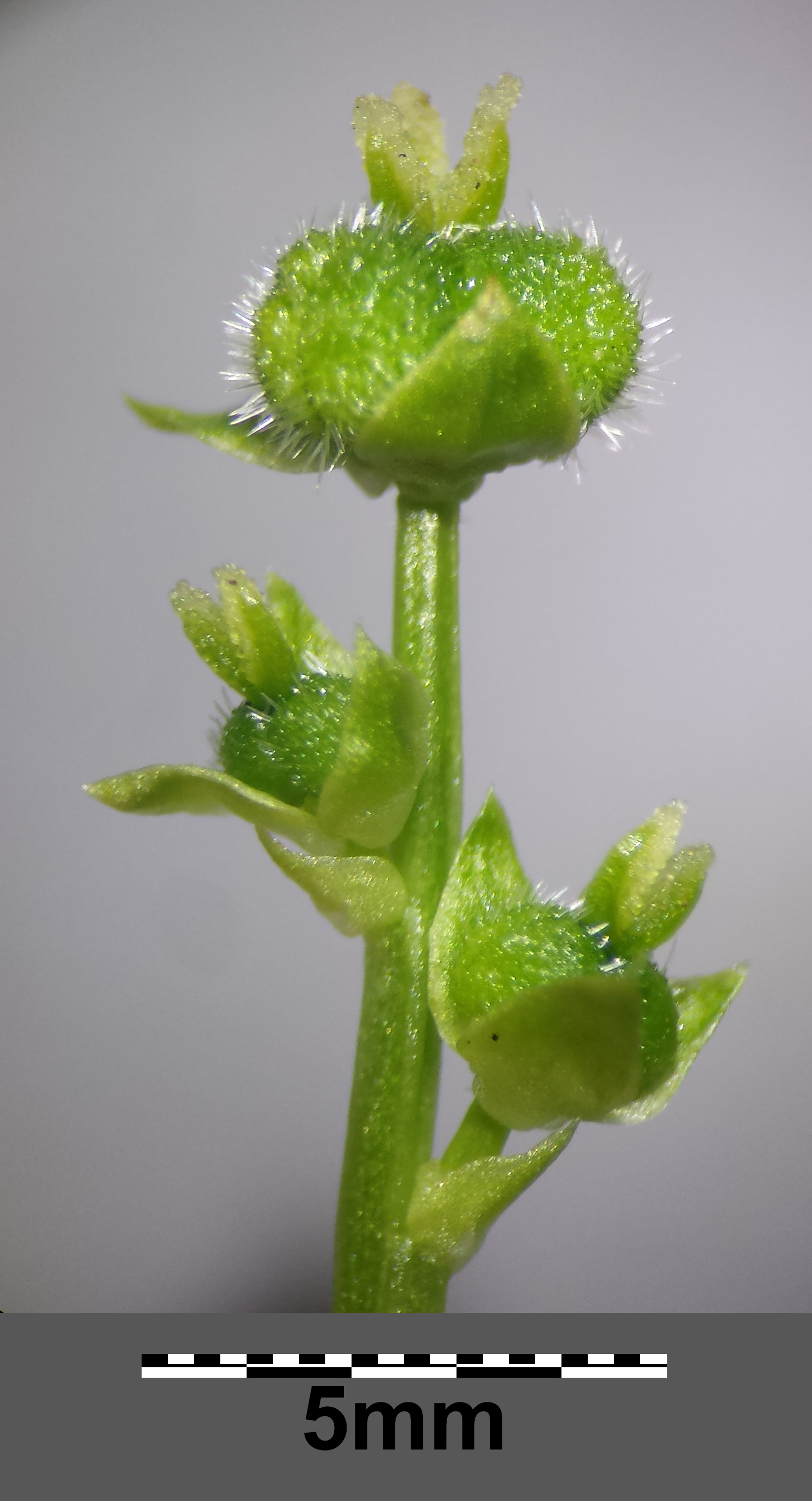
Termős virágai
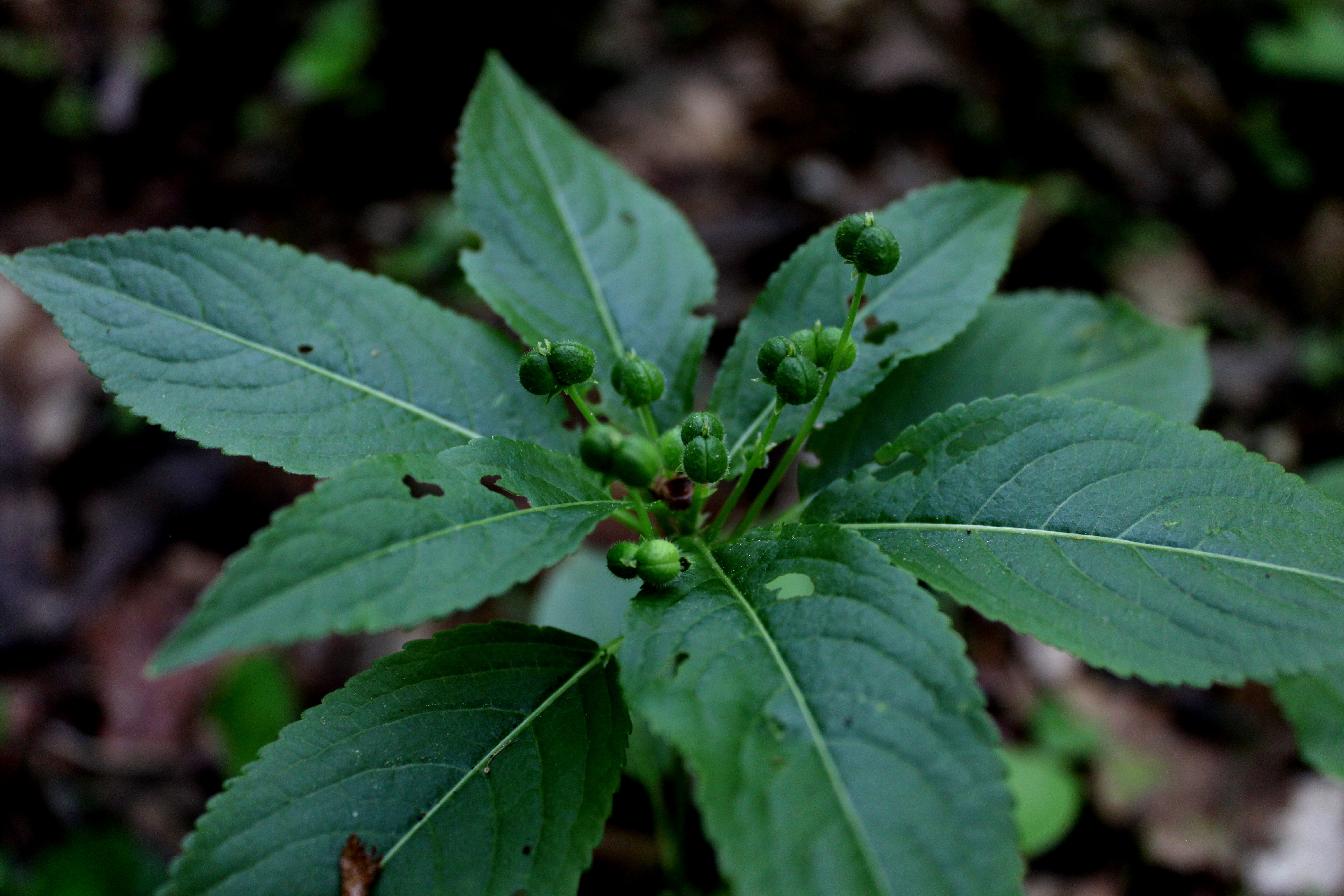
Termései